# Pertya uniflora
Pertya uniflora là một loài thực vật có hoa trong họ Cúc. Loài này được (Maxim.) Mattf. miêu tả khoa học đầu tiên năm 1931.